# سلطنت در خون
سلطنت در خون (به انگلیسی: Reign in Blood) سومین آلبوم استودیویی گروه ترش متال آمریکایی اسلیر است که در ۲۰ اکتبر ۱۹۸۶ توسط دف جم رکوردینگز منتشر شد. سلطنت در خون اولین همکاری گروه با ریک روبین (تهیه‌کننده) بود که مشارکتش به تکامل صدای گروه کمک کرد. انتشار این آلبوم به دلیل نگرانی‌ها دربارهٔ محتوای قطعهٔ آغازین «فرشته مرگ» به تأخیر افتاد. این قطعه به یوزف منگله اشاره دارد و به اعمال او مانند آزمایش‌های انسانی در اردوگاه آشویتس می‌پردازد. اعضای گروه اسلیر تأکید کردند که از نازیسم حمایت نمی‌کنند و صرفاً به این موضوع علاقه‌مند بودند.
حداقل تا اواسط دههٔ ۱۹۹۰ میلادی، روی جلد هر اثری از اسلیر نمادهای شیطانی مانند ستاره پنج‌پر دیده می‌شد که عموماً ترفندهای بازاریابی و فروش بودند، اما سلطنت در خون با ترانه‌هایی مثل «Jesus Saves» از این قاعده مستثنی بود.
این آلبوم در سطح جهان مورد استقبال و ستایش منتقدان و هواداران قرار گرفت و اسلیر را به کانون توجه مخاطبان اصلی متال تبدیل کرد. مجلهٔ کرنگ! از این آلبوم به عنوان «هوی‌ترین آلبوم همهٔ ادوار و موفقیتی بزرگ در ترش متال و اسپید متال» یاد کرده است. در سال ۲۰۱۷ مجلهٔ رولینگ استون فهرستی از «۱۰۰ آلبوم برتر متال همهٔ زمان‌ها» منتشر کرد و سلطنت در خون را در ردهٔ ششم فهرستش قرار داد.